# Babygrande Records
Babygrande Records es una discográfica independiente con base en Nueva York fundada por Chuck Wilson. Sean Roberts es el actual presidente de la discográfica. Babygrande es distribuida The Orchard y representada por Creative Artists Agency en Hollywood.

## Historia
Babygrande Records fue fundada en 2001, y desde entonces ha amasado un catálogo de más de 3000 álbumes, vídeos de música y contenido en línea. La discográfica incluye géneros como hip hop, indie rock y EDM.

## Artistas actuales
- GZA
- U-Good
- Grand Puba
- Freeway
- Skylab 3
- Havoc Y Alchemist
- Journalist 103

## Discografía
Lo siguiente es la discográfia de Babygrande Records, que se especializa en Hip Hop, Electronic y indie Rock. Artistas como GZA, U-God, Freeway, Kasim Keto, Journalist 103, Brand Nubian y Jedi Mind Tricks han lanzado grabaciones en Babygrande Records.